# Myopsyche bokomae
Myopsyche bokomae là một loài bướm đêm thuộc phân họ Arctiinae, họ Erebidae.